# Palazzo del Ministero della pubblica istruzione
Il palazzo del Ministero della pubblica istruzione è l'edificio di Roma che ospita gli uffici del Ministero dell'istruzione e del merito.

## Storia
Grazie alla legge 18 luglio 1911, n. 836 lo Stato Italiano acquisì l'intero isolato in cui sorge l'attuale palazzo, situato tra viale Trastevere (in precedenza chiamato viale del Re), via Emilio Morosini, via Dandolo e viale Glorioso. Prima della realizzazione del palazzo, l'area era costituita da un terreno demaniale di proprietà del Comune di Roma ed alcuni fabbricati del Banco di Napoli e della ditta Magazzini Generali Specchi e Cristalli.
I primi progetti dell'edificio furono sottoscritti il 20 maggio 1912 dall'architetto Cesare Bazzani, all'epoca membro della commissione edilizia e del consiglio superiore delle Belle arti.
La prima pietra venne posata nel 1916, ma la costruzione dell'edificio subì rallentamenti per motivi economici dovuti allo scoppio della prima guerra mondiale e alla grande depressione degli anni 1920: l'architetto Bazzani dovette allora adattare il progetto iniziale, eliminando il largo viale che si sarebbe dovuto realizzare in asse con Porta Portese e il ponte della Marmorata, il piano attico, i corpi di fabbrica laterali e semplificando tutti i partiti architettonici e le decorazioni (vennero aboliti i grandi gruppi scultorei che avrebbero dovuto rappresentare Dante Alighieri e Michelangelo).
Il complesso venne completato solo in epoca fascista nel 1926, mentre le decorazioni vennero realizzate, nei due anni successivi, da Paolo Paschetto, Antonio Calcagnadoro e Rodolfo Villani.
Il palazzo venne quindi ufficialmente inaugurato il 28 ottobre 1928, nel sesto anniversario della marcia su Roma, divenendo sede del ministero della Pubblica istruzione, e l'anno dopo dell'Educazione nazionale.
Nel 1931 il Movimento Italiano per l'Architettura Razionale (MIAR) criticò il palazzo realizzato dal Bazzani, definendolo un "orrore dell'Italia umbertina, provinciale e folkloristica", ben lontano dalle avanguardie internazionali del razionalismo.
Anche dopo la seconda guerra mondiale e la nascita della Repubblica nel 1946, è rimasto sede del ministero.

## Descrizione
Il palazzo, realizzato in stile eclettico novecentesco con richiami all'architettura rinascimentale e barocca, comprende 630 stanze tra uffici ed archivi, per una superficie complessiva di 9.800 m² (di cui 200 m² di scale e rampe) e una cubatura totale di 240.000 m³. Le fondazioni sono in muratura continua, i sotterranei in tufo e gli alzati in mattone.

### Esterni
La facciata principale, posta su Viale Trastevere, ha due avancorpi laterali leggermente sporgenti dal corpo centrale. Al centro di questo c'è la scalea, con due rampe carrozzabili. Il partito centrale è caratterizzato da un alto ordine corinzio di pilastri su piedistalli, sormontati dallo stemma di Casa Savoia e quattro sculture in marmo travertino che rappresentano la Didattica, la Scienza, l'Arte e la Filosofia (realizzate, rispettivamente, da Ernesto Vighi, Publio Morbiducci, Narciso Volterrani e Marescalchi). Dall'ingresso principale si entra in un vestibolo con 20 colonne di granito e poi al cortile d'onore centrale decorato da 12 statue.

### Interni
Al piano seminterrato erano posti gli alloggi dei custodi, l'impianto di riscaldamento e i magazzini.
Il piano terra, oltre al vestibolo e al cortile d'onore, sono ospitati: a destra la segreteria generale e l'economato (50 stanze); a sinistra la direzione generale delle Belle Arti e Antichità (55 uffici), la biblioteca e altri 30 uffici ministeriali.
Al piano ammezzato: la direzione generale delle scuole medie (70 uffici), la ragioneria (60 stanze).
Al piano nobile sono posti gli uffici del ministro e del sottosegretario (30 stanze), la direzione per l'istruzione superiore e, affacciata sul cortile d'onore, l'aula del Consiglio Superiore per l'Istruzione.
Al secondo piano vi è la direzione generale dell'istruzione primaria.
Le decorazioni degli interni furono affidate nel luglio 1928, previo bando di concorso, ad Antonio Calcagnadoro, Paolo Paschetto e Rodolfo Villani che dovettero lavorare in fretta (meno di 4 mesi) in vista dell'inaugurazione del 28 ottobre 1928.

#### Le stanze del Ministro
Questa parte del Palazzo è stata decorata da Paolo Paschetto.
Nell'anticamera del Ministro sono presenti 6 lunette raffiguranti allegorie della Letteratura, della Saggezza, della Scienza, della Storia, del Genio e dell'Arte. Il fregio è decorato con figure semisdraiate tra ulivi, querce e mandorli in fiore e i motti "excogitare", "docere", "educare" e "servare".

#### Le stanze del Sottosegretario
Nell'anticamera del Sottosegretario il pittore Rodolfo Villani, più legato all'ideologia autocelebrativa del fascismo, realizzò otto lunette con allegorie delle Arti e la Potestà civile e spirituale di Roma, la Filosofia, l'Archeologia, il Diritto, la Geologia, la Medicina e la Fisica.

#### Il salone dei Ministri
Questa sala è stata decorata da Antonino Calcagnadoro. Al centro del soffitto è raffigurato il Trionfo dell'Istruzione, mentre ai lati è rappresentata la Vittoria del Regno d'Italia nella prima guerra mondiale. Un grande fregio, raffigurante l'evoluzione dell'Istruzione dall'età antica ad oggi, domina sulla sommità delle pareti, che illustrano la storia della cultura italiana, dall'epoca antica (invenzione del fuoco), romana, medievale e rinascimentale, fino al fascismo. La stanza prende nome dai 12 ritratti dei primi ministri della pubblica istruzione del Regno d'Italia, dal 1859 al 1922:
1. Gabrio Casati (24 febbraio 1859)
2. Francesco De Sanctis (22 marzo 1861)
3. Pasquale Mancino  (3 marzo 1862)
4. Michele Coppino  (10 aprile 1867)
5. Quintino Sella  (18 maggio 1872)
6. Ruggero Bonghi  (27 settembre 1874)

1. Guido Baccelli  (2 gennaio 1881)
2. Pasquale Villari  (9 febbraio 1891)
3. Vittorio Emanuele Orlando  (4 novembre 1903)
4. Edoardo Daneo  (12 dicembre 1909)
5. Benedetto Croce  (16 giugno 1920)
6. Giovanni Gentile  (31 ottobre 1922)

### La biblioteca del Ministero
L'attuale biblioteca del Ministero fu istituita dal ministro Pietro Fedele il 24 aprile 1926, e portata nell'attuale sede nel 1928. Già nel 1929 si contavano 30.000 volumi, fra cui una rara edizione del 1625 delle Storie di Tito Livio. La raccolta libraria del ministero è incentrata sulle materie pedagogiche, giuridiche e letterarie, con opere classiche greche, latine e italiane, trattati di storia e geografia, critica letteraria, le opere complete di molti autori (tra cui l'edizione nazionale delle opere di Giosuè Carducci), enciclopedie, dizionari e vocabolari. Nel 1937 venne trasferita nella sua sede attuale.